# Sveriges slopestylelandslag
Slopestylelandslaget eller Freeskiing Team Sweden är landslaget som representerar Sverige i världscupen och vid internationella tävlingar i freestylegrenarna slopestyle, halfpipe och big air på skidor.
Sedan vintern 2012/2013 finns en nationell tävlingsserie i slopestyle – Swedish Slopestyle Tour som arrangeras av förbundet. Touren består av 5-6 deltävlingar och en final. Slopestyletouren riktar sig i första hand till de åkare som ligger på nivån snäppet under landslaget, alltså nationell elit. 

## Historia
Slopestylelandslaget är det yngsta av Svenska Skidförbundets landslag, och bildades under 2011, när det stod klart att slopestyle och halfpipe togs med på det olympiska programmet med debut under Vinter-OS i Sotji 2014. Innan OS hann det arrangeras två världsmästerskap i Internationella Skidförbundets regi, 2011 i Park City Mountain Resort och 2013 i Voss. Oscar Wester blev bäste svensk i Voss 2013 med en sjundeplats i slopestyle.

## Säsongen 2014-2015
Landslaget består säsongen 2014-2015 av fyra åkare: Henrik Harlaut, Jesper Tjäder, Oscar Wester och Emma Dahlström som samtliga tävlar i slopestyle och big air. I dagsläget finns inga svenska halfpipeåkare på internationell elitnivå, mycket beroende på att Sverige nästan helt saknar träningsmöjligheter för halfpipe. Slopestylelandslaget samarbetar till stor del med snowboardlandslaget vad gäller lägerverksamhet och administration. Förbundskapten och tränare för slopestylelandslaget är Patric "Patte" Nyberg och sportchef är Anders "Osten" Norin.